# 北海道札幌稲雲高等学校
北海道札幌稲雲高等学校（ほっかいどうさっぽろ とううん こうとうがっこう、Hokkaido Sapporo Toun High School）は、北海道札幌市手稲区にある公立（道立）の高等学校である。

## 沿革
- リンク先参照

沿革

## 出身者
- 奈良愛美（フリーアナウンサー）
- 野田賢輔（ギタリスト、元ASIAN2）
- 木村博之  (サッカー審判員、JFAプロフェッショナルレフェリー、FIFA国際審判員)
- 板谷直樹（ベーシスト）
- 松岩一輝（小樽市議会議員）
- ボンジュール・イシイ（イラストレーター・絵本作家）

## 各種交通機関
- JR函館本線手稲駅から徒歩20分。
- 札幌市営地下鉄東西線宮の沢駅よりバス26分。
- JR北海道バス札樽線手稲本町から徒歩15分｡